# Mesa Verde (Band)
Mesa Verde war eine fünfköpfige Screamo-, Emo- und Hardcore-Punkband aus Cumbernauld in Schottland.

## Bandgeschichte
Mesa Verde wurde im Juni 2004 in Cumbernauld gegründet. Bereits wenige Wochen später fand der erste Auftritt als Vorband von Yage in Glasgow statt. 2005 erschien die Demoaufnahme In This Silence We Will Slow Dance auf CD-R und 100 Stück limitiert.
2006 erschien die Extended Play Amor Fati. Diese erschien als Koproduktion mit Art for Blind Records. Nach einer Tour durch das Vereinigte Königreich und einer gescheiterten Tour mit Black Channel folgte das Debütalbum The Old Road. Die Band löste sich 2010 auf.

## Stil
Die Band vereint die melodische Komponente des Emocores mit aggressiven und spontanen Ausbrüchen des Screamo. Zudem nutzen sie oft experimentelle Elemente, die ihrer Musik viel Raum und Atmosphäre bieten.

## Diskografie
- 2005: In This Silence We Will Slow Dance (CD-R, Eigenproduktion)
- 2006: Amor Fati (EP, Art for Blind Records)
- 2008: The Old Road (CD/12’’, Art for Blind Records)